# Nuevo orden mundial (álbum)
Nuevo orden mundial es el tercer disco de la banda Malón, fue grabado por la formación original, es decir, Claudio O'Connor en voces, Antonio "el tano" Romano en guitarra, Carlos Kuadrado en el bajo y Claudio Strunz en la batería. El disco marcó el regreso de Malón tras 19 años al estudio. Fue presentado el 11 de octubre en el Luna Park.
El disco nace tras el retorno de la banda a los escenarios en 2011, cuando en el Microestadio Malvinas Argentinas telonearon a Megadeth.
El álbum fue grabado en In Fire Estudios y en Romaphonic por Javier Casas, mezclado por Álvaro Villagra y Javier Casas en el Estudio del Abasto Mansion Monsterland e In Fire Estudios y masterizado por Álvaro Villagra. «Barbarie colectiva» fue la primera canción del disco dada a conocer.

## Lista de canciones
| N.º   | Título                                               | Duración |  |
| 1.    | «Nuevo orden mundial»                                | 3:51     |  |
| 2.    | «El infierno de ayer»                                | 2:29     |  |
| 3.    | «Barbarie colectiva»                                 | 4:14     |  |
| 4.    | «Mi digna lealtad»                                   | 3:21     |  |
| 5.    | «Fuiste y serás»                                     | 4:32     |  |
| 6.    | «Recordar para no olvidar»                           | 3:15     |  |
| 7.    | «Plata o plomo»                                      | 2:33     |  |
| 8.    | «Deshacer el mundo» (Canción de Héroes del silencio) | 4:50     |  |
| 9.    | «Devorador de sueños»                                | 3:57     |  |
| 10.   | «Triste funeral»                                     | 4:00     |  |
| 11.   | «La matanza»                                         | 4:35     |  |
| 12.   | «Una luz»                                            | 4:12     |  |
| 45:49 |                                                      |          |  |

## Ficha técnica
- Claudio O'Connor - Voz
- Antonio Romano - Guitarra
- Carlos Kuadrado - Bajo.
- Claudio Strunz - Batería / Letras
- Javier Casas - Grabación
- Álvaro Villagra - Masterización